# Río Mura
El río Mura (en alemán: Mur; en prekmuro: Müra, a veces Möra) es un largo río de Europa Central, el principal afluente del río Drava, a su vez afluente del río Danubio. Tiene una longitud total de 465 km, de los que 295 km están en Austria, 98 km en Eslovenia y el resto forma la frontera natural entre Croacia y Hungría. La ciudad más grande a sus orillas es la ciudad austriaca de Graz.

## Geografía

### Curso en Austria

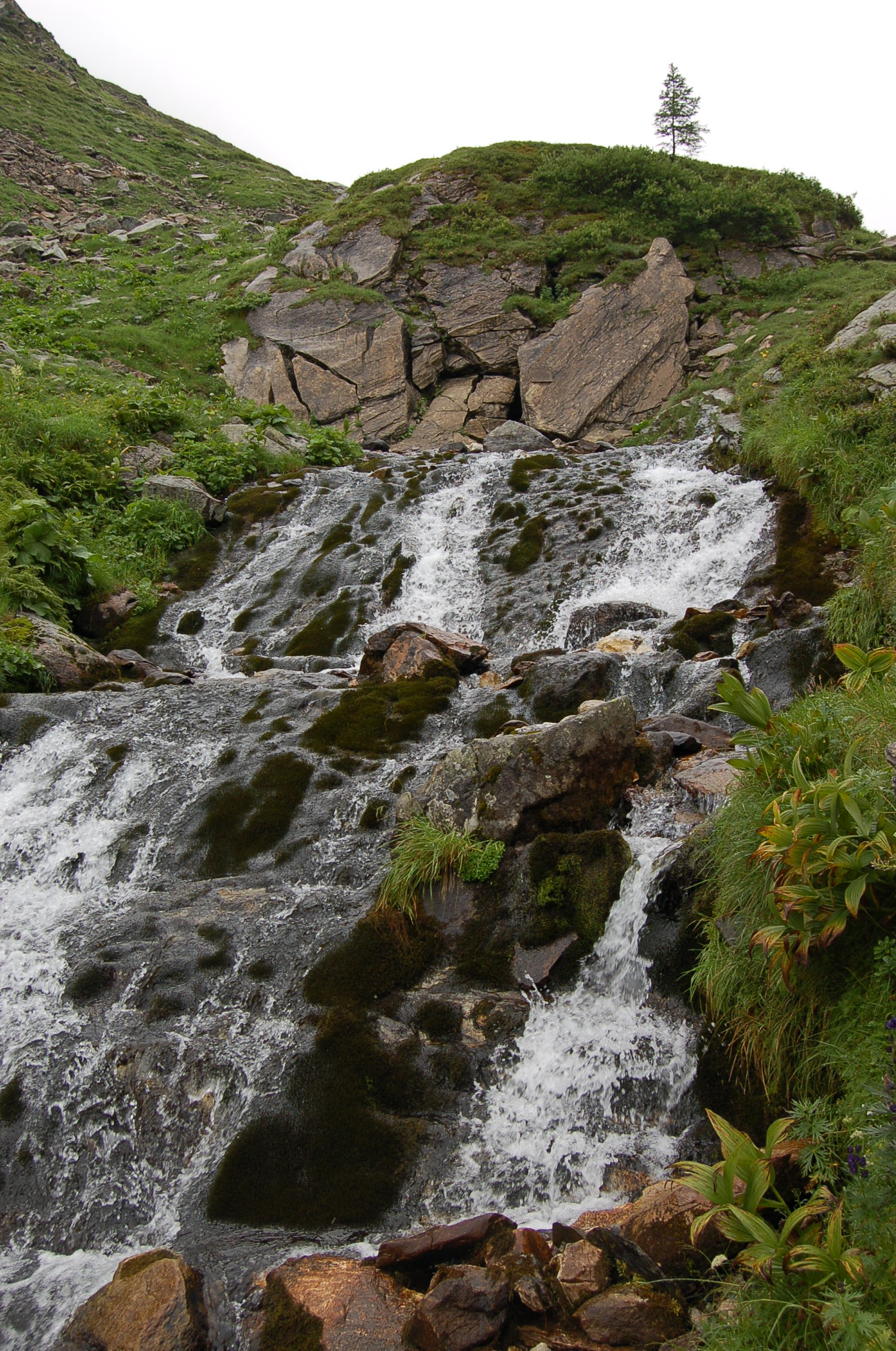
Murursprung, la fuente del río Mura.

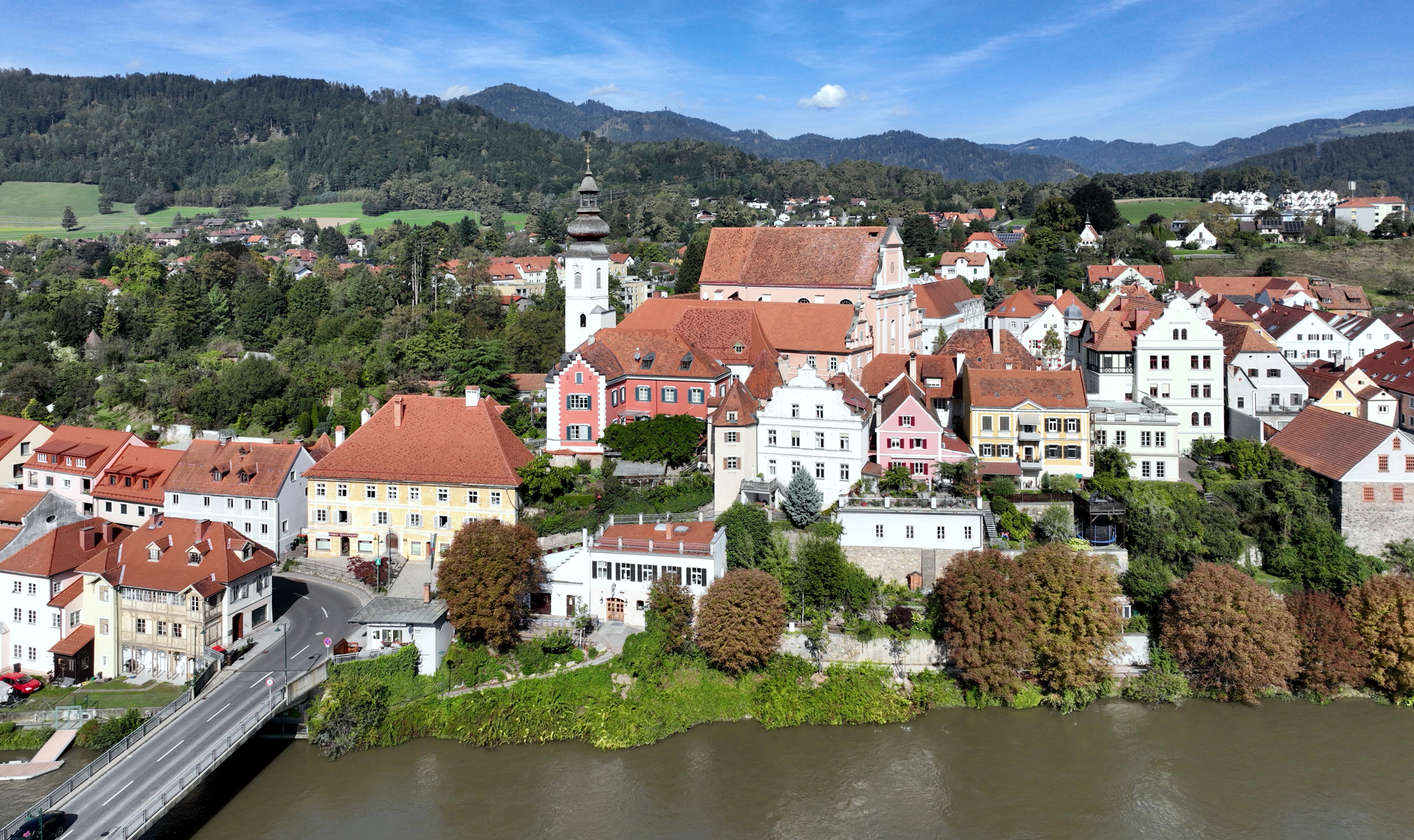
El río Mura a su paso por Frohnleiten.

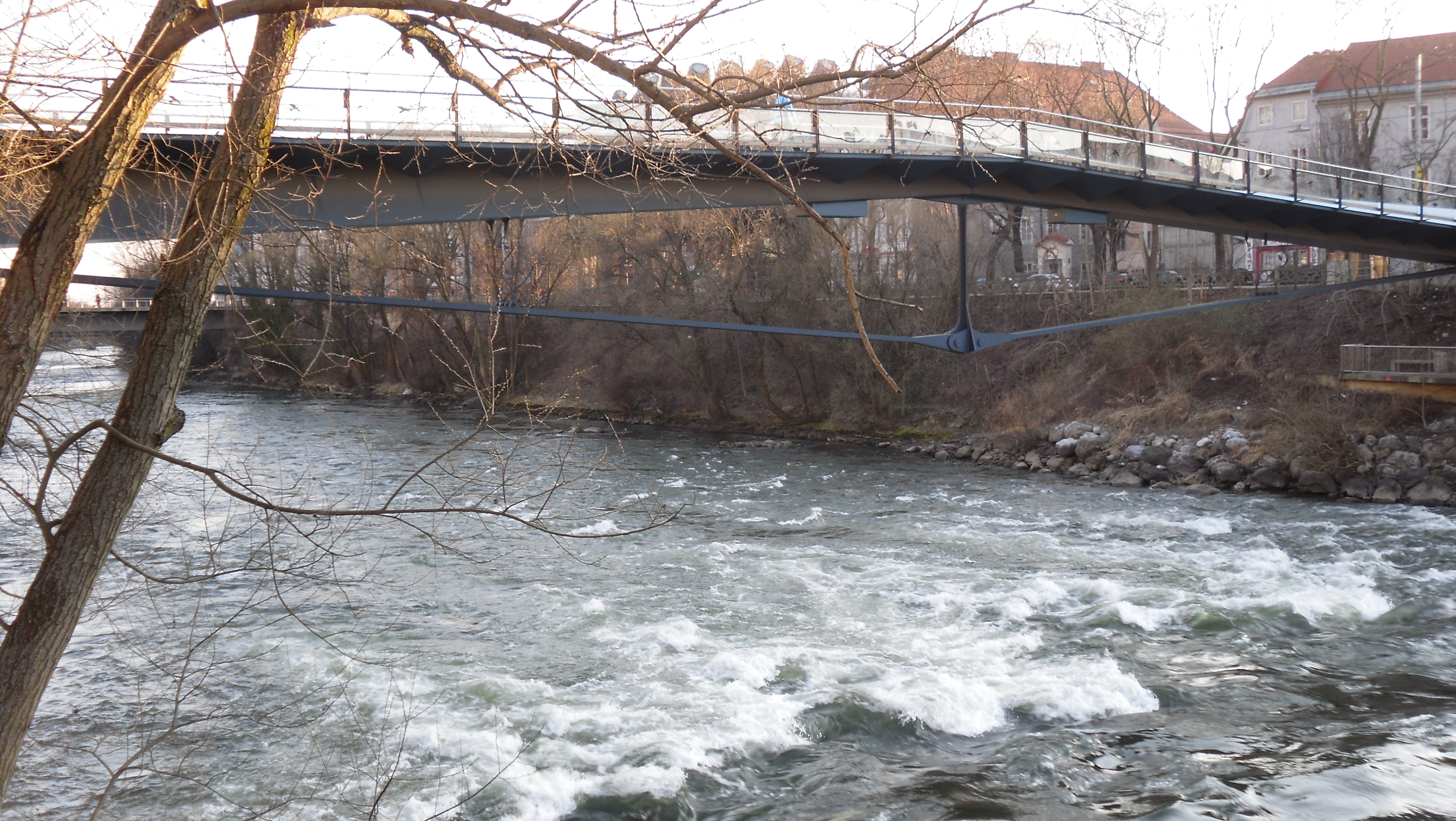
El río Mura a su paso por Graz.

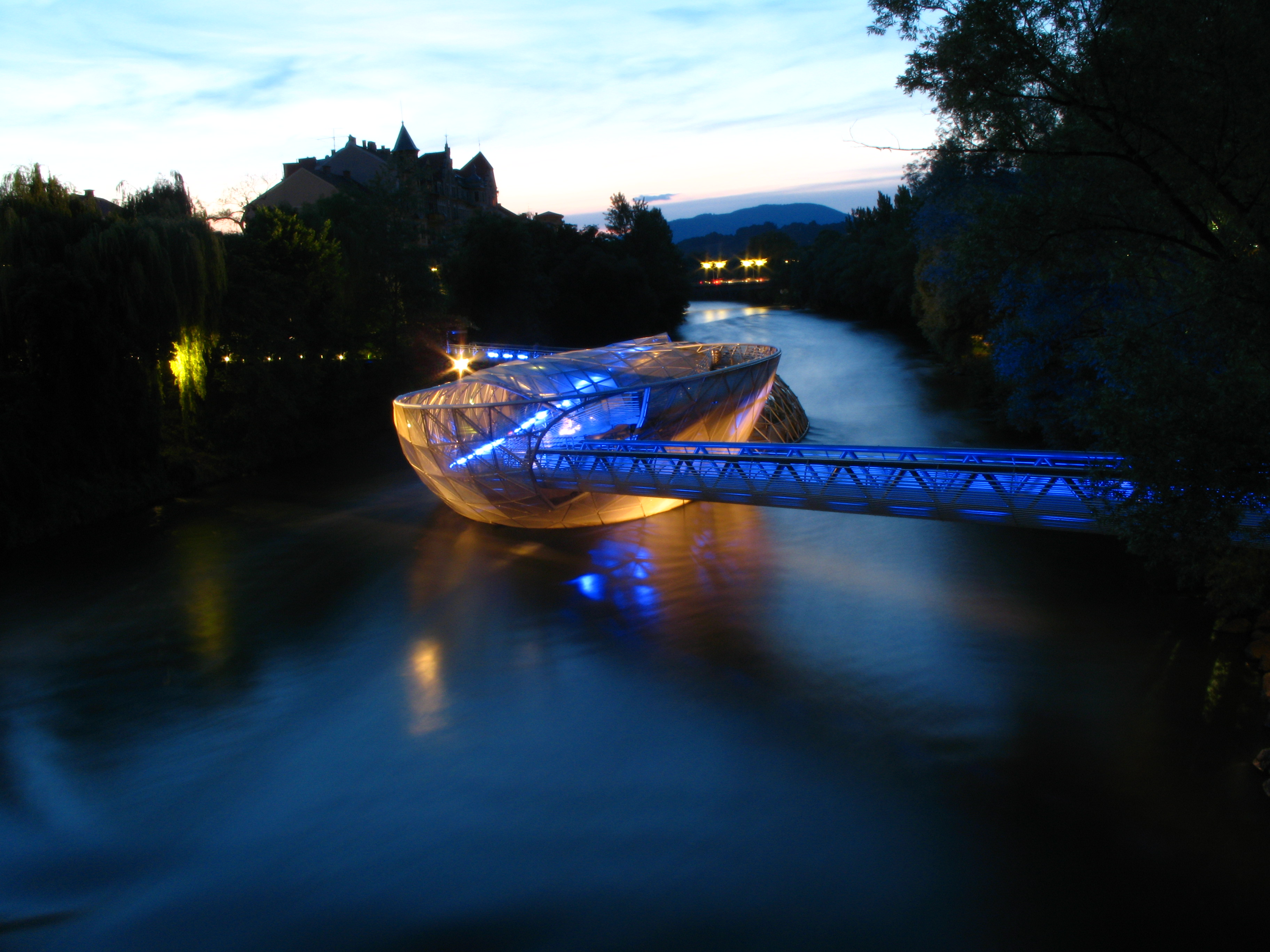
Pabellón flotante Murinsel, en Graz, construido como parte de las actividades conmemorativas del nombramiento en 2003 de Graz como Capital Europea de la Cultura.

El río Mura nace en Austria, en los Alpes Orientales, en el estado de Salzburgo. La fuente del río está a 1898 m, en el parque nacional de Hohe Tauern. El río discurre en su primer tramo en dirección este por el fondo de un estrecho valle de montaña, pasando por las pequeñas localidades de Muhr y Höf, a partir de donde el río estará siempre acompañado en su tramo montañoso por pequeñas carreteras locales. Llega después a las pequeñas localidades de Sankt Michael im Lungau, Unternberg, Tamsweg (5774 hab. 2008), Ramingstein y Kendlbruck. 
Se adentra a continuación el Mura en el estado de Estiria manteniendo el mismo rumbo oriental, pasando por Predlitz, Einach, Stadl an der Mur, Murau, Sankt Egldlas, Triebendorf, Saurau, Frojach, Teufenbach, Scheifling, Unzmarkt, Wöll, Tralheim, Furth y Judenburg (9435 hab. en 2008). Aquí el valle se ensancha un poco y la carretera es más amplia. Sigue por Zeltweg y Kobenz y de nuevo se cierra el valle. Pasa por las pequeñas localidades de St. Stefan ob Leoben y St. Michael in der Obersteiermark y alcanza la ciudad de Leoben (25 227 hab. en 2006), la segunda más poblada de Estiria, y el centro económico e industrial del norte del estado.
Continua el río por Proleb, Oberaich y Bruck an der Mur (13 439 hab. en 2001), donde recibe a uno de sus primeros afluentes de importancia, el río Mürz, que llega del este (tiene una longitud de 98 km y le aporta 20 m³/s). El río vira hacia el sur, un tramo en el que vuelve a encajonarse y llega a las pequeñas localidades de Zlatten, Mautstatt, Röthelstein, Frohnleiten, Peggau y Gratwein, donde el río sale ya de la zona montañosa.
Sigue en dirección sur llegando al poco a Graz (252 867 hab. en 2008), la capital de Estiria y segunda ciudad de Austria y la ciudad más importante a lo largo de todo el curso del río. Graz fue nombrada en el año 2003 Capital Europea de la Cultura y una de las actividades para festejarlo fue la construcción, en medio del río Mura, de un pabellón flotante, Murinsel (en alemán, «isla sobre el Mura»).
Sigue luego el río por Gössendorf, Kalsdorf bei Graz y Wildon, donde recibe por la izquierda, llegando del noroeste al río Kainach (64 km). Continua por Lebring-Sankt Margarethen, Gabersdorf y Wagna, donde vuelve a recibir a otro afluente por la izquierda, al río Sulm (83 km) y la pequeña localidad de Spielfeld. A partir de aquí, el río forma durante un corto tramo la frontera natural entre Austria, al norte, y Eslovenia, al sur. El río toma dirección este, pasando cerca de las localidades austriacas de Murfeld, Mureck, Gosdorf y Bad Radkersburg (1940 hab.), frente a la ciudad eslovena de Gornja Radgona (8689 hab. en 2008).

### Curso en Eslovenia
El río entra en Eslovenia, discurriendo cada vez más hacia el sureste. Pasa por Radenci (5265 hab. en 2002), Izakovci y Razkrizje. Sigue otro tramo fronterizo, esta vez entre Eslovenia, al noreste, y Croacia, al suroeste. 
El río da su nombre a la región eslovena de Prekmurje («tierra sobre el Mura») y a la región croata de Međimurje («tierra entre el Mura»). En este tramo aún es posible encontrar algún transbordador de cable como forma de cruzarlo. 
En el área del Međimurje Superior (upper Međimurje), en la parte occidental de la región, se producen a menudo inundaciones y cambios de curso, desplazándose lentamente hacia el norte de su ribera izquierda. Aquí está el mayor bosque a lo largo del río, el Murščak, situado entre Domašinec (1871 hab. en 2001) y Donji Hrašćan («hrast »es roble en croata). 

### Curso en Croacia
Sigue el río cerca de las localidades de Sveti Martin na Muri (2509 hab. en 2001), Mursko Središće (6548 hab.) y Podturen (4392 hab.). Después, y aún en el tramo fronterizo, recibe, llegando del norte, al río Lendva. A partir de aquí el río seguirá siendo frontera hasta su desembocadura, pero esta vez entre Hungría, al noroeste y Croacia, al suroeste. En este último tramo pasa cerca de la localidad eslovena de Kotoriba (3333 hab. y el río termina cerca de Legrad (2764 hab.), en el condado de Koprivnica-Križevci, donde desemboca en el río Drava.  

## Historia
Desde el siglo IV a. C. hay noticias de molinos flotantes alimentados por las corrientes del río. La antigua tecnología fue adoptada más tarde por los llegados eslavos y luego por los húngaros. Hasta las décadas de los años 1920 y 1930 muchas de esas fábricas se seguían operando a lo largo del río. Al menos uno de los antiguos molinos —Babičev mlin, cerca Veržej, en Eslovenia— sigue funcionando hasta el día de hoy. 
El Mura era conocido por llevar pequeñas cantidades de oro, no lo suficiente como para ser adecuadas para la explotación, pero hoy fue el centro de actividad para muchas personas desde tiempos antiguos. La búsqueda organizada y explotación de oro y otros recursos locales fue alentada por primera vez en 1772.